# Kadaňské předměstské opevnění
Kadaňské předměstské opevnění vzniklo ve druhé polovině 15. století, některé jeho části se dochovaly do dnešních dnů. Kadaň patřila ke královským městům, která kromě městského jádra měla hradbami opevněna i svá předměstí. 
Kadaňské předměstské opevnění chránilo v délce zhruba dva a půl kilometru Sedlecké předměstí, Nové Město, Prunéřovské a Špitálské předměstí. Celkem na osmi místech bylo prolomeno předměstskými branami věžovitého typu:
- Složištní branka (Lázeňská ulice)
- Svatá branka (ulice Jana Švermy)
- Pastýřská, též Schrauzerova branka (křižovatka ulic Jungmannova a Klášterecká)
- Prunéřovská branka (třída Kpt. Jaroše)
- Luční branka (ulice 5. května)
- Hrnčířská branka (Sukova ulice)
- Mostní branka (Rokelská ulice, u paty mostu přes Ohři)
- Kožná branka (Říční ulice, pod Kadaňským hradem)

Součástí předměstské fortifikace bývala rovněž Prašná věž na konci dnešní Věžní ulice (poblíž nádraží Kadaň-předměstí). Pastýřská branka je poprvé zmiňována k roku 1476. Od roku 1506 se jí též říkalo Schrauzerova, neboť tehdy došlo v její blízkosti k zavraždění kadaňského měšťana a bohatého soukeníka Hanse Schrauzera. Prunéřovská branka je v pramenech poprvé uvedena roku 1499 (navazovala na Prunéřovskou bránu). Luční branka v 17. století sloužila jako obydlí hrobníka. Mostní branka naopak sloužila jako stanoviště pro výběrčího mostního mýta. Podle nařízení z roku 1579 si měšťané vydržovali zvláštní strážní oddíl, jehož členové vždy po dvojicích chránili jednotlivé předměstské branky.
Zhruba od třicátých let 19. století docházelo k asanaci předměstského opevnění a boření jednotlivých branek, například Prunéřovské (1832), Svaté (1838) a Pastýřské (1847). Prašná věž byla zbořena teprve roku 1904 v rámci veřejných prací pro nezaměstnané. Žádná z předměstských branek se nedochovala.

## Zajímavost
V roce 1618 byla nově vystavěna předměstská hradba na tzv. Krvavé skále nad řekou Ohří (pod ulicemi Zeyerova a Skalní) – název skály pochází z časů třicetileté války (1618–1648), protože právě zde kadaňští měšťané několikrát krvavě odrazili útoky nepřátel, zejména švédských vojsk. Právě tato hradba je zachována dodnes. Další úsek předměstského opevnění je v současné době součástí ohrazení alžbětinského kláštera a přilehlého Domova pro seniory.

## Galerie

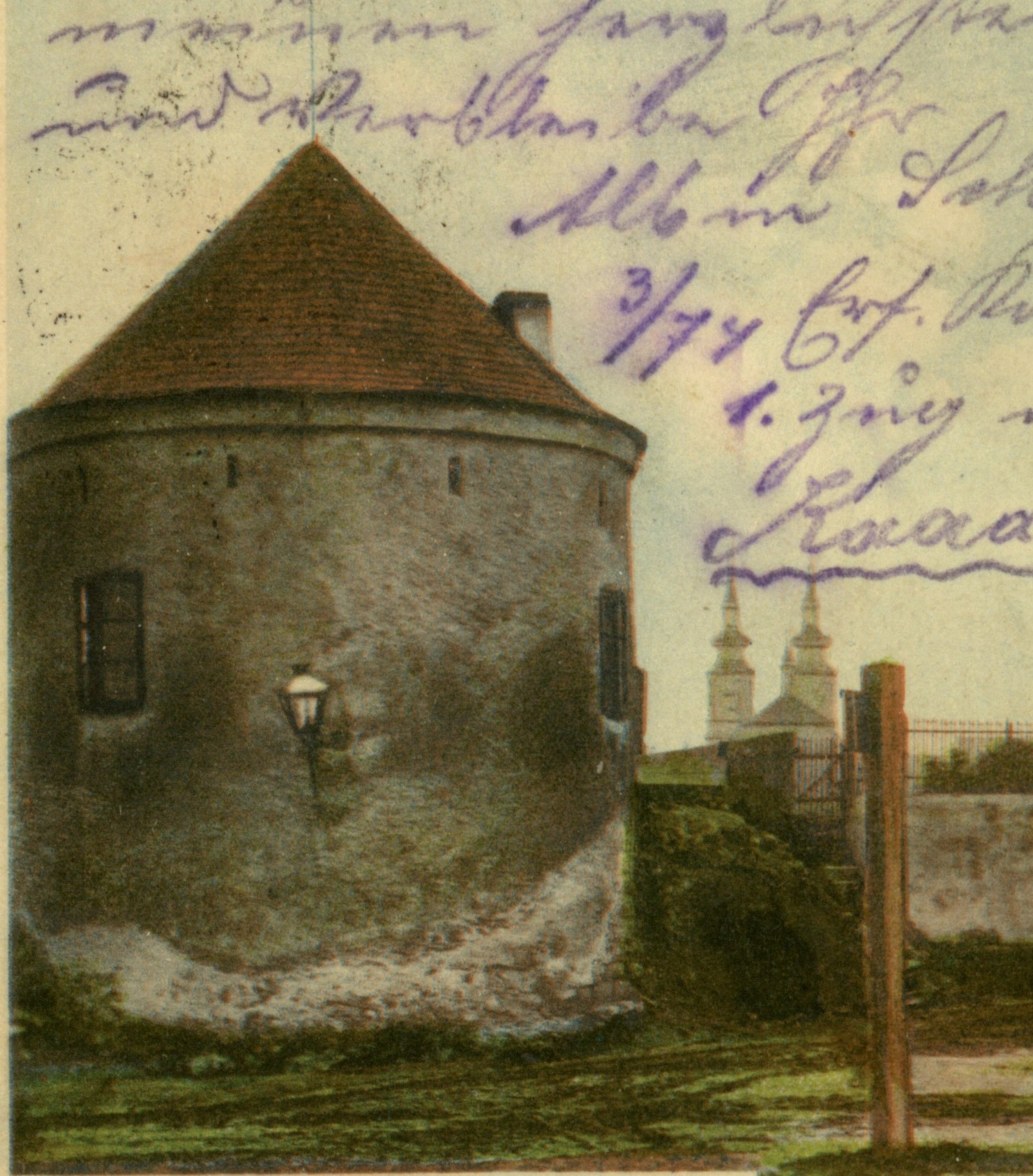
Prašná věž v Kadani (kolem 1900)
Výřez z veduty města Kadaně  – Svatá brána a Svatá branka (kolem 1820)